# دارين ستراوس
دارين ستراوس (بالإنجليزية: Darin Strauss)‏ (1 مارس 1970، روسلين هاربور في الولايات المتحدة)؛ كاتب وروائي أمريكي.

## الجوائز
- زمالة غوغنهايم